# Trigger Happy TV

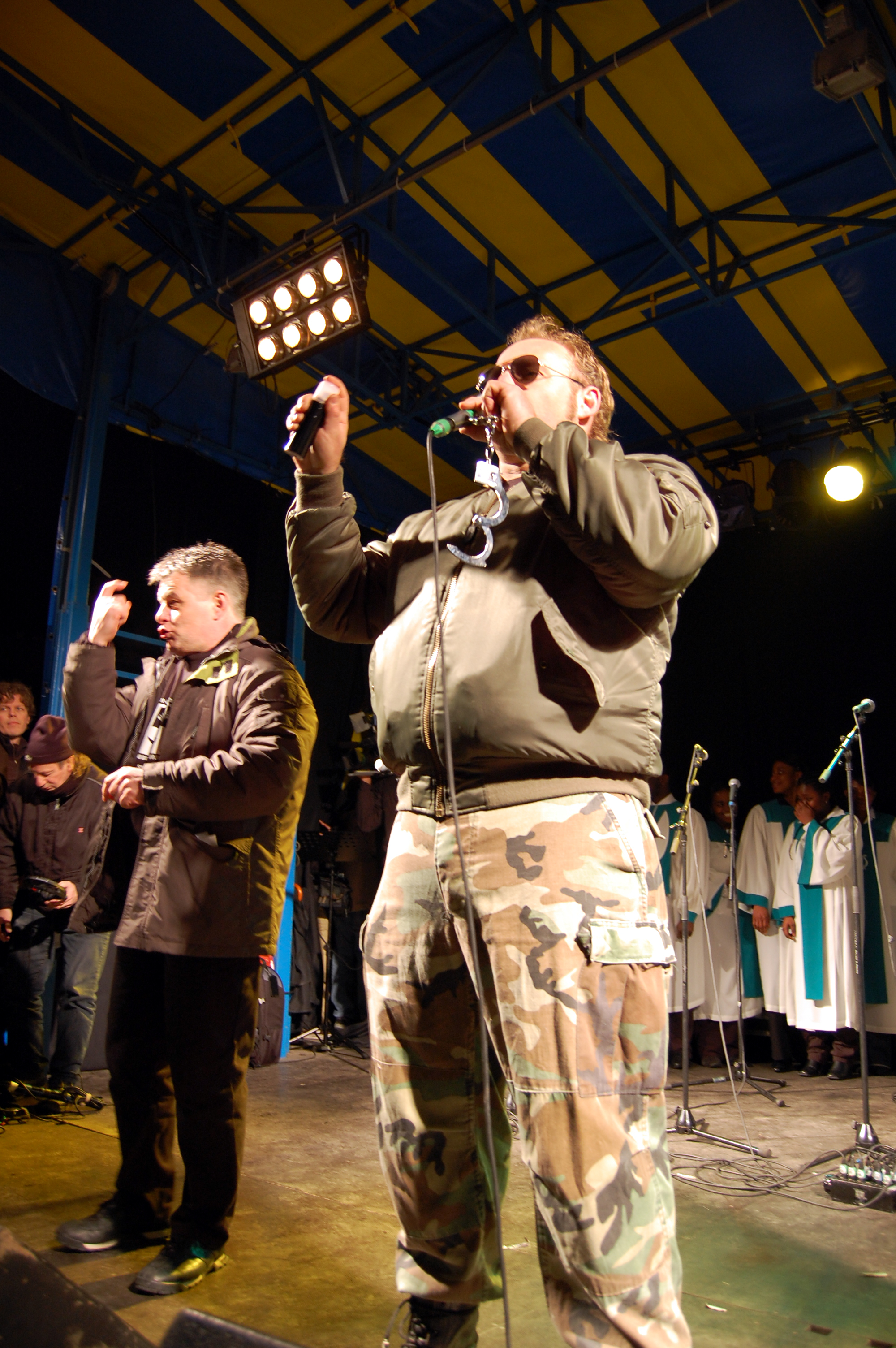
Imagen de la boda multitudinaria multicultural en Sint-Niklaas.

Trigger Happy TV es un programa de televisión del Reino Unido de cámara oculta, creado, producido y protagonizado por Dom Joly, originalmente transmitido el 14 de enero de 2000, en el canal de televisión británico Channel 4.
A diferencia de la mayoría de los programas de cámara oculta, muchas de las escenas en Trigger Happy TV no involucraban atrapar gente normal en situaciones vergonzosas e imposibles. En vez, Joly a menudo hacía burla de sí mismo más que de otros, y muchas escenas hacían que la gente se detuviera y, o riera o simplemente se preguntara qué estaba pasando; los transeúntes nunca son puestos en conocimiento del hecho de que están en televisión, presumiblemente hasta que firmasen una cláusula de difusión permitiendo el uso de lo grabado.
Tales escenas incluyen a Joly contestando un gigantesco teléfono móvil y gritándole al límite de su voz (normalmente en lugares callados como campos de golf, cines, bibliotecas y parques), un chef persiguiendo a un actor en un gran disfraz de rata afuera de un restaurante, y dos actores vestidos como luchadores mexicanos enmascarados trabándose en peleas espontáneas en verdulerías. Los sketches surrealistas del programa han sido descriptos como ser influenciados por el Dada. Otras escenas incluyen gente vestida como animales estallando peleas y el avance de varios peatones disfrazados (tales como un caracol y un anciano) a través de una senda peatonal en Londres. Joly se viste a menudo como un Boy Scout, un extranjero con muy mal inglés (tal vez, su propia adaptación del personaje extranjero del sketch Dirty Hungarian Phrasebook por Monty Python), o un vigilante de parque.
El show tampoco incluía risas pregrabadas, en vez de eso reproducía música instrumental y a veces triste durante los sketches. Bandas tales como Eels y The Crocketts han sido usadas muchas veces en Trigger Happy TV. Otro programa relacionado con Dom Joly, World Shut Your Mouth, tampoco tenía risas.
Tres series y un especial de Navidad del show fueron producidos en el Reino Unido, desde 2000 a 2002. Tres DVD fueron lanzados, conteniendo lo "mejor de" ambas series y los especiales de Navidad.
A pesar de la popularidad de Trigger Happy TV en dos continentes, Joly dice que no lo hará más en Gran Bretaña, ya que su cara y voz son demasiado conocidas.
Trigger Happy TV fue transmitido en los canales argentinos I.Sat y Space, en versión original con subtítulos en castellano.

## Otros sketches memorables y recurrentes
- A un cliente al azar a punto de entrar a una verdulería. Joly le dice (con varias mujeres) que él es el cliente un millón y que recibe gratis cualquier cosa que pueda meter en su carrito en un minuto. El cliente procede a apurarse dentro de la tienda llenado su carro mientras Joly y los otros actores quitan el decorado y se van rápidamente.
- Joly es visto vestido con un disfraz de ladrón de Halloween de pie afuera de una casa. Les pide a los transeúntes si pueden prestarle una escalera. En un momento le pide a un hombre que sostenga la escalera por él mientras baja, pero una vez en el suelo corre gritando, "¡Robamos la casa! ¡Él y yo robamos la casa!" — dejando al hombre sosteniendo la escalera.
- Joly, vestido con un sombrero chato y un jumpsuit blanco, camina hasta una pareja sentada en un banco de un parque. Hace un terrible baile de Morris. Luego se detiene y calmadamente coloca su mano pidiendo dinero.
- Joly es visto en una lavandería con calzoncillos bóxer y una camiseta y usando una máscara de hockey en la cara, similar a la de Jason Voorhees. Pone un jumpsuit con sangre en la lavadora.
- Afuera de un lugar incómodo (tal como una tienda de pornografía o un baño público) una multitud se ha reunido, suamdos a músicos de trompa y un equipo de televisión. Cuando un cliente sale del negocio estalla una fanfarria y un entrevistador le dice a la persona que es el cliente un millón.
- Joly se para en frente de una enorme imagen de sí mismo pegada a un muro que dice "Do not trust this man! (¡No confíe en este hombre!)", pero aún se las arregla para que transeúntes hablen con él y hagan cosas por él. En un sketch memorable, alguien de verdad viene a él y le pide direcciones.
- Gente se sienta para que Joly, vestido como un artista francés, pinte su retrato. En vez de pintar realmente el retrato, Joly pinta una frase cómica o una imagen en el lienzo y se aleja caminando, dejando al cliente sentado en pose con un mensaje gracioso frente a ellos.
- Personas son detenidas al azar en la calle y se les pide llevar a cabo una prueba de sabor con los ojos vendados de una nueva gaseosa de cola. Una vez que la persona es vendada y le dan una gaseosa en cada mano, el entrevistador y el equipo silenciosamente se alejan caminando dejando a la persona parada allí. A veces un equipo notablemente diferente reemplaza al original.
- Joly consigue una entrevista con una celebridad británica, pero mientras les habla gradualmente es distraído por un enemigo, corre enfadado persiguiendo a un ardiente fan que acaba de besarlo, es secuestrado justo frente al entrevistado por una van llena de matones, o tiene alguna otra clase de inconveniente.
- Joly pretende ser un punk (completo con pírsines y un corte de cabello mohicano; ver moda punk) y le pide a la gente en un parque direcciones para conciertos de música clásica o restaurantes de alta categoría. Tiende a citar poesías, habla con un acento de Received Pronunciation, y se da la vuelta, mostrando su campera, la cual dice "FUCK OFF".
- Joly, disfrazado con un sobretodo, anteojos oscuros y sombrero representa el papel de un espía de la KGB. En algunas situaciones se aproxima a alguien en un banco de un parque e intenta entregarles un portafolios usando palabras en clave tales como "ardilla gris" y "zorro rojo" para el desconcierto del miembro del público. La emboscada más elaborada incluía a un insospechado usuario de una cabina telefónica convirtiéndose en la pieza central de un extraño intercambio de dinero con códigos secretos como "monja" y "doctor".
- Joly, vestido como un turista suizo, sosteniendo un manual de conversación, le pide a una persona una solicitud muy distorsionada, como ser "¿Dónde puedo ir vaciar mi fondo?" (ir al baño). Algunas personas se ríen; otras de verdad intentan y lo ayudan.
- Varios sketches incluyen actores en disfraces de animales copulando, orinando, o atacándose violentamente entre sí, en presencia de gente común. Los actores disfrazados de animales están entre los sketches más famosos.
- Otros sketches reconocidos son los del servicio "___-a-gram", donde Joly entrega a un actor disfrazado a un negocio inocuo (a menudo una lavandería) y el actor se para en una esquina, viéndose completamente desolado y suspirando luego de que Joly se va.
- Asumiendo el papel de un cuidador de parques, Joly intenta difamar ancianos que van al parque, acusándolos de comportarse como jóvenes barrabravas. Cada sketch comienza con el cuidador del parque diciendo que ha sido "avisado" y que alguien "concordando con su descripción" estaba actuando inapropiadamente (encendiendo fuegos artificiales, pintando grafitis, robando autos, etc). Cuando la anciana víctima clama inocencia, el cuidador implacablemente continúa su interrogatorio.
- Joly, vestido como un policía de tránsito, acusa a automovilistas detenidos en el tráfico o en un semáforo estar estacionados ilegalmente para su gran asombro. Este ferviente entusiasta de su trabajo repite su muletilla, "no en mi placa, nunca" incluso a un limpiador de calles y lo fuerza a mover su carrito lejos de la doble línea amarilla. Joly detiene a autobuses en las paradas, y les presenta multas de estacionamiento. Irónicamente, esto pasó en la vida real algunos años después[cita requerida].
- Joly u otros actores usando "trajes gordos" tratan de caber en lugares estrechos, como una cabina de teléfono o callejones angostos. Un ejemplo memorable incluyó a Joly y a otro actor en trajes gordos retrasando una escalera mecánica llena de gente.
- Joly atiende en lugares inesperados (un cine, un cyber café, etc.) un teléfono celular de más de 1 metro de largo por lo cual debe gritar para poder hablar.

## Edición estadounidense
Así como fue exhibido en el canal inglés Channel 4, también captó en Estados Unidos. Subsecuentemente, una serie fue producida en EE. UU. en 2003. Protagonizada por actores norteamericanos adicionales, quizá para que los personajes fueran más creíbles a los espectadores estadounidenses. Dom Joly predominantemente hizo apariciones como personajes extranjeros. Fue emitido por la estación televisiva Comedy Central, así como también gratis, episodios aislados disponibles en el servicio Comcast Cable's ON Demand.
La serie estadounidense se espera para ser emitida por Trouble en el Reino Unido el 14 de marzo de 2007.

## Edición austríaca
En Austria un programa similar es emitido (2000 -), fue llamado Echt fett y es televisado por ÖRF 1. Hasta 2004 en ATV, otro show similar fue emitido, su nombre era Unkürrekt, pero era más vulgar que Echt fett.

## Edición belga
El canal de TV belga Kanaal Twee también lanzó un par de videos de Trigger Happy. Algunos incluyen remakes de la versión británica, pero también un número de situaciones únicas han sido capturadas en cámara. Después de problemas de copyright con una compañía productora alemana llamada Trigger Happy Productions, el nombre del show fue cambiado a "Tragger Hippy" para la segunda temporada.

## Edición alemana
El canal de TV alemán Pro Sieben adaptó el formato y lo llamó "Comedy Street". Simon Gosejohann protagoniza en los seis episodios como el personaje principal apoyado por numeroso actores relativamente desconocidos.

## Edición neerlandesa
La emisora de TV de los Países Bajos BNN también adaptó el formato y lo llamó "Tequila". El show comenzó en noviembre de 2006.